# PK (Maschinengewehr)
Das MG PK (Pulemjot Kalaschnikowa, auf Deutsch „Maschinengewehr von Kalaschnikow“) ist ein Universal-Maschinengewehr im Kaliber 7,62 × 54 mm R, das seit 1962 bei den sowjetischen und russischen Streitkräften im Einsatz ist. Der Entwurf erfolgte im Konstruktionsbüro Kalaschnikow.

## Einsatz und Technik
Das MG PK ist als Universalwaffe zum Einsatz in Fahrzeugen, Hubschraubern, als leichtes und schweres MG der Infanterie ausgelegt. Vor 1962 hatte die Sowjetarmee mehrere verschiedene Maschinengewehre im Kaliber 7,62 × 54 mm R im Arsenal: das noch aus dem Zweiten Weltkrieg stammende Gorjunow SG-43 und das Degtjarjow RP-46, das eine Modifikation des DP von 1927 darstellte. Diese sollten durch eine Standardwaffe ersetzt werden.
Das PK ist ein zuschießender Gasdrucklader. Der Gasdruck kann mit dem Regler am Verbindungsstück ohne Werkzeug in drei Stufen eingestellt werden. Das PK verfügt über einen Wechsellauf, der ohne Werkzeug oder Schutzhandschuh schnellwechselbar ist. Es schießt ausschließlich Dauerfeuer. Die Munitionszufuhr erfolgt von rechts durch Metalldauergurte; der überstehende Patronenrand erfordert eine greiferartige Zuführmechanik, welche die Patronen rückwärts aus dem Gurt zieht und dann in die tieferliegende Patronenkammer stößt. Die Zuverlässigkeit ist wie bei allen Kalaschnikowentwürfen sprichwörtlich.
Je nach Verwendungszweck wird es mit einem skelettierten Schichtholzkolben und Zweibein oder einer Dreibeinlafette als tragbare Waffe, mit Kolben und Lafette als Aufbauwaffe auf Fahrzeugen oder auf Lafette ohne Kolben, aber mit elektrischer Abfeuerung in Panzern, Schützenpanzern und Hubschraubern als Sekundärwaffe komplettiert. Manchmal findet es auch als Fla-MG in Zwillings- oder Vierlingslafette Verwendung. 
Ein 100-Schuss-Gurtkasten kann unter die Waffe gehängt werden, was die Verwendung des PK als leichtes MG durch einen einzelnen Schützen erleichtert und Ladehemmungen durch frei schwingende Gurte vermeidet. Größere Gurtkästen können an der Lafette befestigt oder durch einen zweiten Mann mitgeführt werden. 
Der Tragegriff ist fest mit dem Lauf verbunden und drehbar gelagert. Er wird zudem für den Laufwechsel genutzt.
Der Spannschieber befindet sich auf der rechten Seite und läuft beim Schießen nicht mit.
Sowohl das Auswurffenster als auch die Öffnungen für den Munitionsgurt sind mit federbeaufschlagten Staubschutzdeckeln bedeckt. Die einzelnen Deckel sind nur dann geöffnet, wenn eine Patronenhülse ausgeworfen wird bzw. ein Munitionsgurt eingelegt ist.
Das PK ist standardmäßig mit einem Kimme und Korn und einem Montagesystem ausgestattet. An der seitlichen Montageschiene können verschiedene Zielhilfen befestigt werden.
Der Kolben hat ein Griffloch, damit die Waffe beim Feuern stabil gehalten werden kann. Im Kolben sind Werkzeug, Bürste und Ölbehälter verstaut.
Die ursprüngliche Dreibeinlafette wurde von E. S. Samoschenkow entworfen, sie wurde später durch die 3 kg leichtere Lafette L. W. Stepanows ersetzt.
Das PKT wurde und wird in fast alle Gefechtsfahrzeuge sowjetischer und russischer Produktion eingebaut. Die Waffe ist bis heute weit verbreitet und wird wegen ihrer Einfachheit und Zuverlässigkeit auch von nichtregulären Kämpfern eingesetzt.

## Versionen
- PK: frühes Modell; kannelierter Lauf, langer, zylindrischer und geschlitzter Mündungsfeuerdämpfer
- PKB/PKMB: (B für bronjeawtomobilnyj), Version für offene Schützenpanzerwagen mit Spatengriffen und Daumenabzug („Schmetterlingsabzug“)
- PKM/PKMS: (M für modernisirowanyj):  modernisierte Versionen; glatter, unkannelierter Lauf und kürzerer, leicht trichterförmiger Mündungsfeuerdämpfer
- PKS: (S für stankowyj), montiert/lafettiert, mit Dreibein
- PKT/PKTM: (T für tankowyj), Version als koaxiales Turm-MG für Panzerfahrzeuge. Mit massiverem und längerem Lauf, elektromagnetischem Abzug über Kabel; (M für modernisirowanyj):  modernisierte Version des PKT
- Typ 80: chinesischer Nachbau
- MG md. 66: rumänischer Lizenzbau
- Zastava M84: jugoslawischer Lizenzbau des PK; anderer Kolben und Handgriff
- PKP: Weiterentwicklung als leichtes MG, Hauptunterschiede sind der nicht wechselbare Lauf sowie der Griffbügel oberhalb des Laufes.
- KT bzw. KM 7,62: ukrainische Variante des PKT bzw. PKM[1]

PK
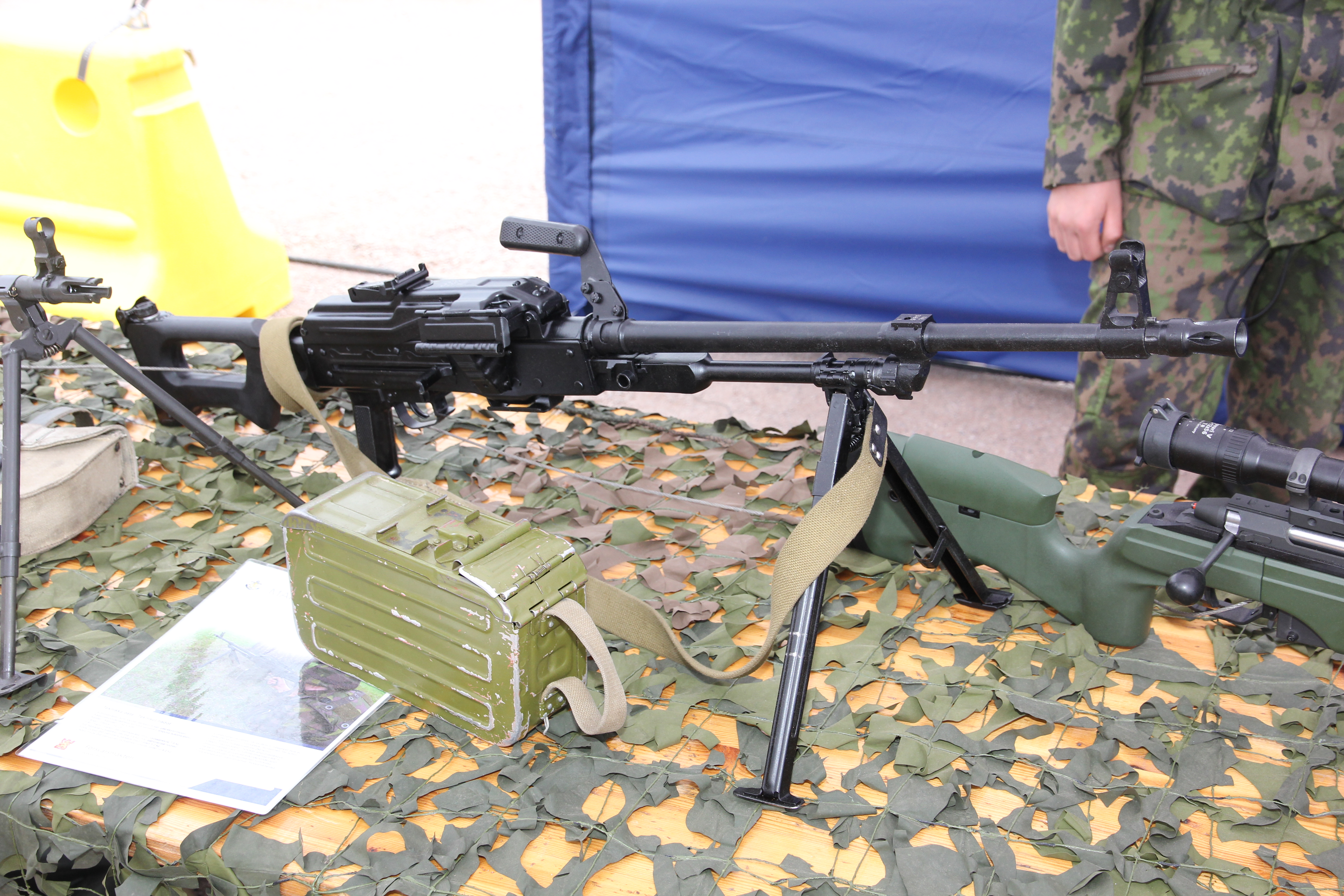
Finnisches PKM
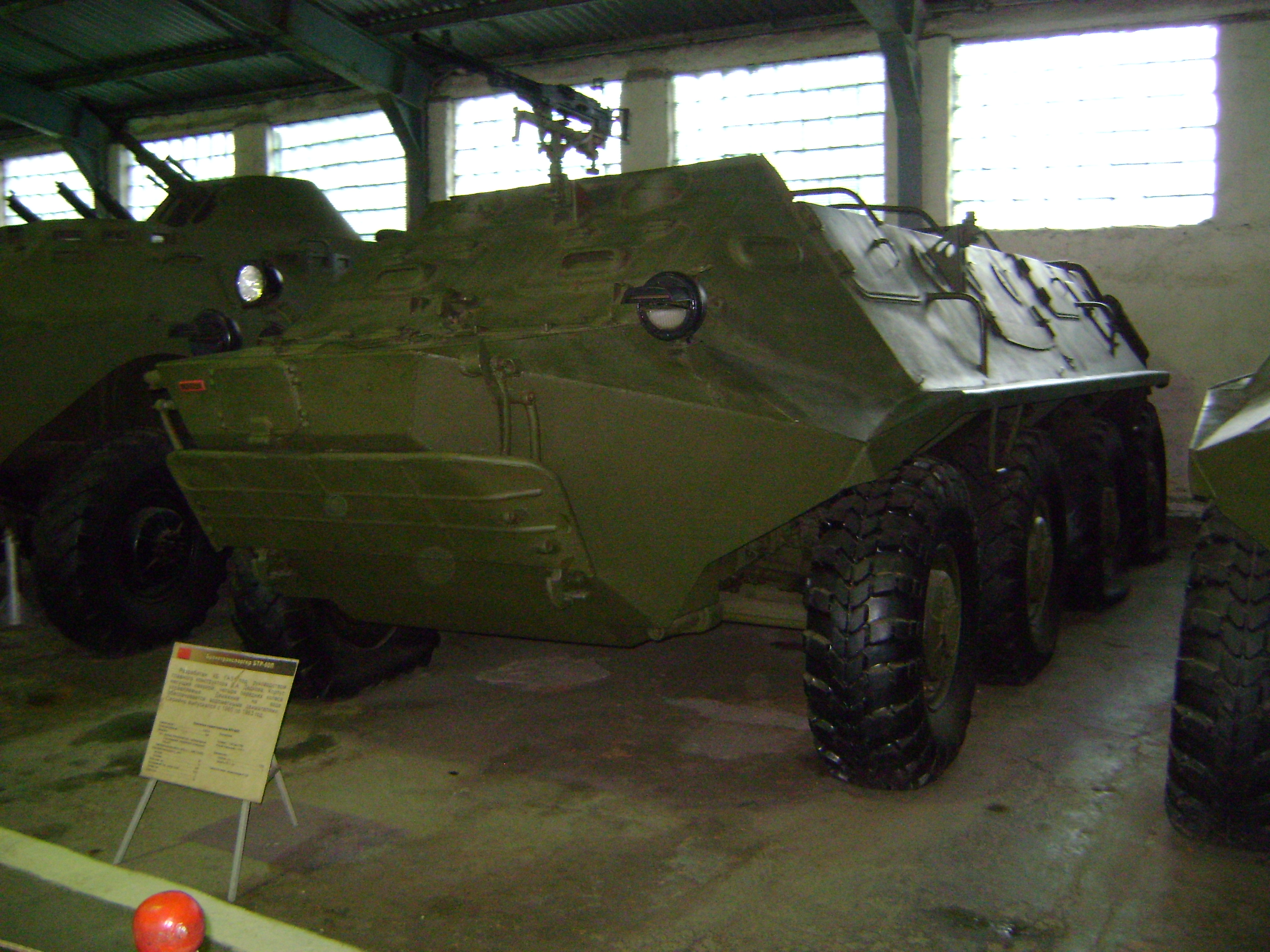
PKB auf BTR-60P
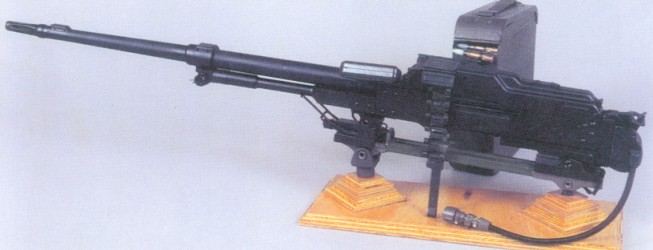
MG PKT
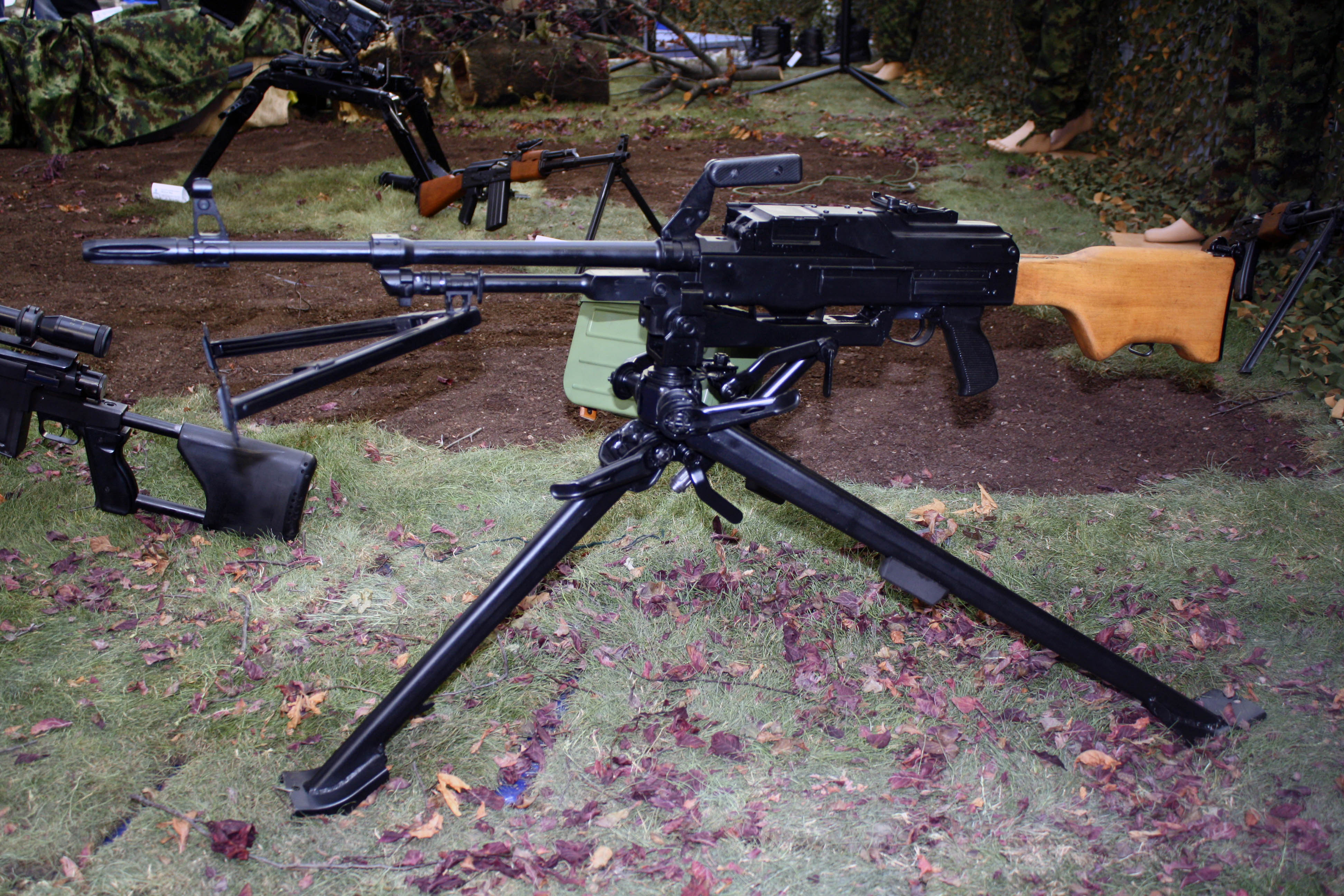
Zastava M84 als schweres MG
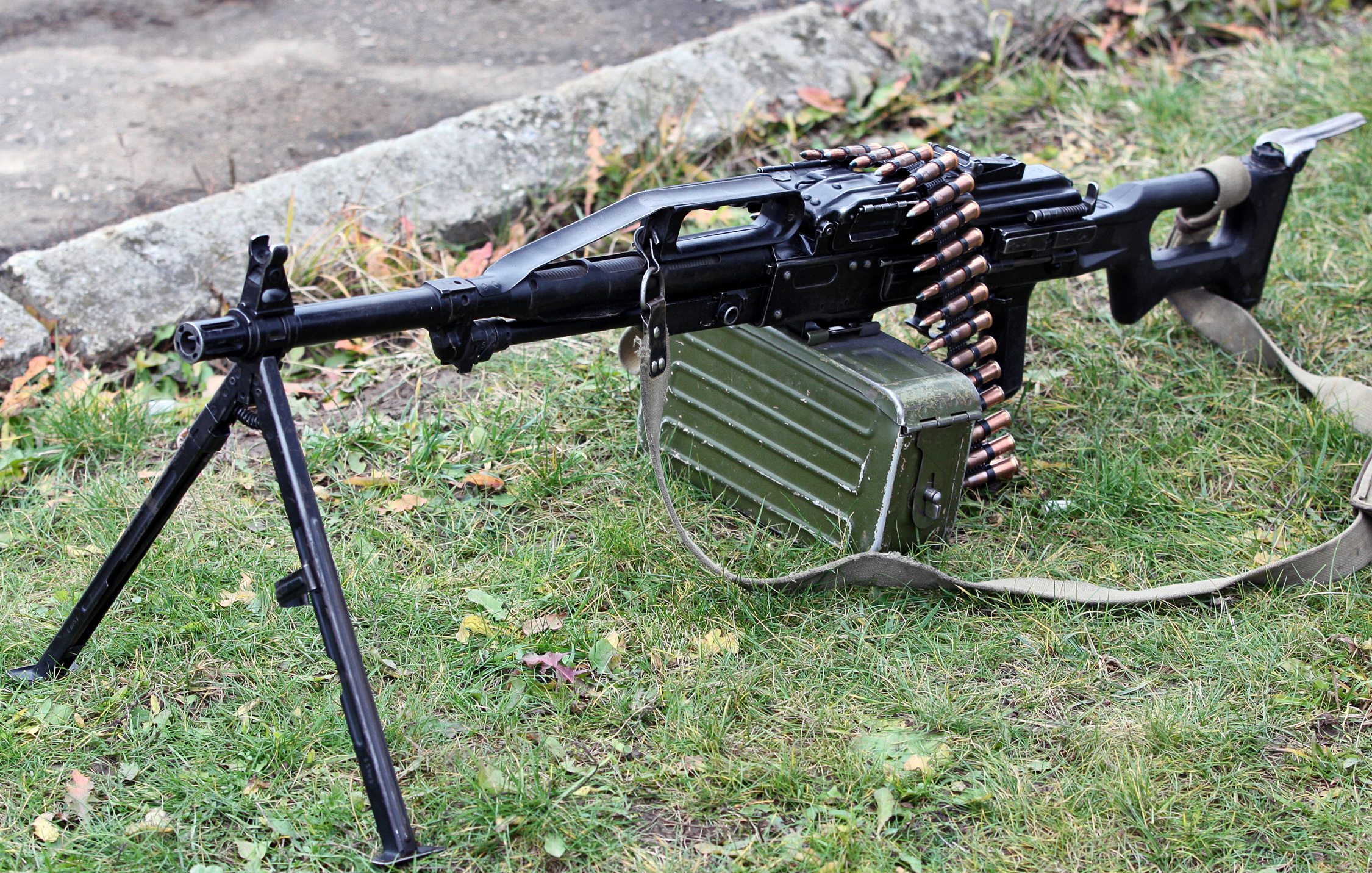
lMG PKP

## Technische Daten
| Bezeichnung                                 | PK                                                                                     | PKS                                                                                    | PKT (6P7) |
| ------------------------------------------- | -------------------------------------------------------------------------------------- | -------------------------------------------------------------------------------------- | --- |
| Funktion                                    | Gasdrucklader, zuschießend                                                             | Gasdrucklader, zuschießend                                                             | Gasdrucklader, zuschießend |
| Kaliber                                     | 7,62 × 54 mm                                                                           | 7,62 × 54 mm                                                                           | 7,62 × 54 mm |
| Länge (mm)                                  | 1173                                                                                   | 1173                                                                                   | 1098 |
| Gewicht (ungeladen, kg)                     | 8,99                                                                                   | 16,48                                                                                  | 10,5 |
| Gurtkastenlänge (mm)                        | 722                                                                                    | 722                                                                                    | 722 |
| Gurtkastengewicht (leer, kg)                | 3                                                                                      | 3                                                                                      | 3 |
| Gurtkastengewicht (100 Schuss, kg)          | 3,90                                                                                   | 3,90                                                                                   | 3,90 |
| Gurtkastengewicht (200 Schuss, kg)          | 8,00                                                                                   | 8,00                                                                                   | 8,00 |
| Einsatzschussweite (m)                      | 1000                                                                                   | 1000                                                                                   | 1000 |
| Visierschussweite (m)                       | 1500                                                                                   | 1500                                                                                   | 1500 |
| maximale Schussweite (m)                    | über 5000                                                                              | über 5000                                                                              | über 5000 |
| Kadenz (theoretisch / praktisch Schuss/min) | 650 / 250                                                                              | 650 / 250                                                                              | 700–800 / 250 |
| Gurtlänge                                   | 100; 200                                                                               | 100; 200                                                                               | 250 Patronen |
| Kampfsatz (nur PKT)                         |                                                                                        |                                                                                        | 3000 Patronen (T-54) 2500 Patronen (T-55) 2000 Patronen (T-72B(M), T-72BK, T-90) 1250 Patronen (T-80U, T-80U(M)) 750 Patronen (T-80UK) |
| Patronentyp                                 | 7,62 × 54 mm R (M1908/30)                                                              | 7,62 × 54 mm R (M1908/30)                                                              | 7,62 × 54 mm R (M1908/30) |
| Munitionstypen                              | Stahlkern Brand, Panzerbrand Leuchtspur Übungspatronen (Platz- und Exzerzier-Patronen) | Stahlkern Brand, Panzerbrand Leuchtspur Übungspatronen (Platz- und Exzerzier-Patronen) | Stahlkern Brand, Panzerbrand Leuchtspur Übungspatronen (Platz- und Exzerzier-Patronen)                                                 |
| v0 (m/s)                                    | 825                                                                                    | 825                                                                                    | 825 |

Die Lebensdauer des Laufes beträgt in der Regel 2.500 bis 3.000 Schuss bei Dauerfeuer oder 10.000 bis 12.000 Schuss bei kurzen Feuerstößen (drei bis fünf Schuss je Feuerstoß, zwei bis vier Sekunden Pause). Ein PKM-Lauf erhitzt sich gegenüber dem PK-Lauf etwas langsamer, da er schwerer und mit Kühlrippen versehen ist; beide Läufe können in beiden Waffen verwendet werden.

## Nutzerstaaten
- Afghanistan[2]
- Armenien[2]
- Aserbaidschan[2]
- Belgien[2]
- Bosnien und Herzegowina[2]
- Bulgarien[2]
- Eritrea[2]
- Estland[2]
- Fidschi[3]
- Finnland[4]
- Georgien[2]
- Guinea[2]
- Guinea-Bissau[2]
- Irak[2]
- Iran[2]
- Kap Verde[2]
- Kasachstan[2]
- Kirgisistan[2]
- Kroatien[2]
- Kuba[2]
- Laos[2]
- Lettland[2]
- Mali[2]
- Moldau[2]
- Mongolei[2]
- Montenegro[2]
- Mosambik[2]
- Nordkorea[2]
- Polen[2]
- Nordmazedonien[2]
- Rumänien[2]
- Russland[2]
- São Tomé und Príncipe[2]
- Serbien[2]
- Slowenien[2]
- Syrien[2]
- Tschechien[5]
- Tadschikistan[2]
- Tschad[2]
- Turkmenistan[2]
- Uganda[2]
- Ukraine[2][6]
- Ungarn[2]
- Usbekistan[2]
- Vietnam[7]
- Sambia[2]
- Zentralafrikanische Republik[8]

### Ehemalige Nutzer
- Tschechoslowakei
- Deutsche Demokratische Republik
- Deutschland
- Litauen[2]
- Sowjetunion
- Jugoslawien